# 戈利馬
47°55′16″N 29°51′11″E / 47.92111°N 29.85306°E

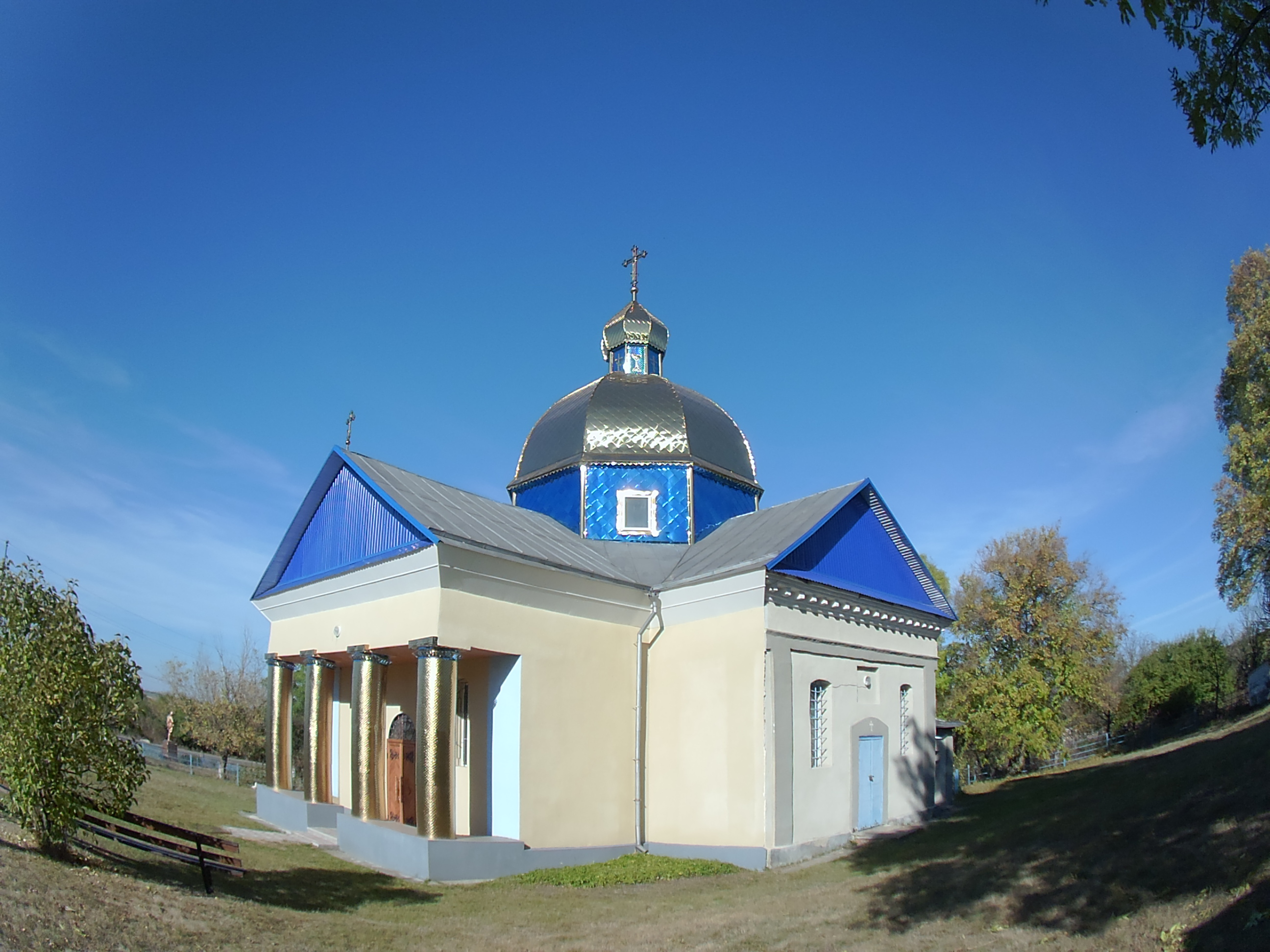

霍利馬（烏克蘭語：Гольма）是位於烏克蘭西南部的村莊，由敖德萨州波季利斯克区的巴爾塔市鎮負責管轄。該村距離巴爾塔20公里，始建於1753年，面積77.41平方公里，海拔高度106米，2001年人口1,635。